# Euphorbia arahaka
Espèce
Classification phylogénétique
Statut de conservation UICN

 LC  : Préoccupation mineure
Statut CITES
Euphorbia arahaka est une espèce de plantes à fleurs de la famille des Euphorbiacées. C'est une euphorbe coralliforme originaire de Madagascar. C'est une espèce vulnérable selon l'Annexe II de la Cites.

## Références

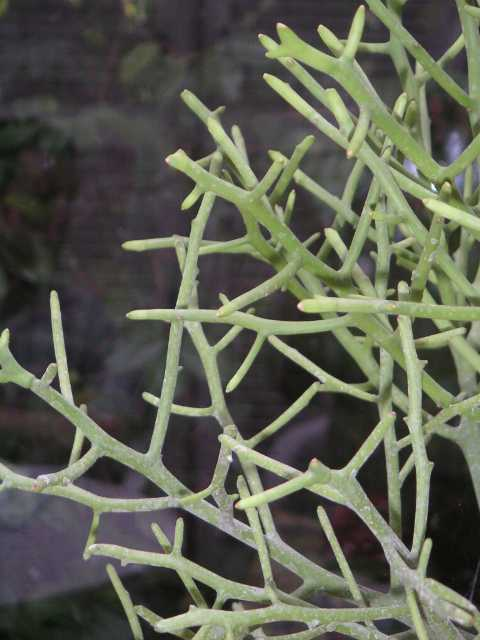
Euphorbia arahaka.